# Consonne battue épiglottale voisée
La consonne battue épiglottale voisée est une consonne rare dans les langues parlées. Son symbole dans l'alphabet phonétique international n'est pas défini, bien que ʡ̯ soit parfois utilisé (ʡ représentant une occlusive épiglottale sourde).

## Caractéristiques
Voici les caractéristiques de la consonne battue épiglottale voisée:
- Son mode d'articulation est  battu, ce qui signifie qu’elle est produite en contractant brièvement les muscles d'un point d’articulation, sur l'autre.
- Son point d'articulation est  épiglottal, ce qui signifie qu'elle est articulée avec l'épiglotte contre le pharynx.
- Sa phonation est voisée,  ce qui signifie que les cordes vocales vibrent lors de l’articulation.
- C'est une consonne orale,  ce qui signifie que l'air ne s’échappe que par la bouche.
- Parce qu'elle est prononcée dans la gorge, sans un organe à l'intérieur de la bouche, la dichotomie latéral/centrale ne s'applique pas
- Son mécanisme de courant d'air est égressif pulmonaire, ce qui signifie qu'elle est articulée en poussant l'air par les poumons et à travers le chenal vocatoire, plutôt que par la glotte ou la bouche.

## En français
Le [ʡ̯] n'existe pas en français

## Autres Langues
Ce son n’a le statut de phonème dans aucune langue. Cependant il existe en tant qu'allophone du [ʡ] 
dans le dahalo entre deux voyelles, et peut-être dans d’autres langues aussi.